# Liste der Baudenkmale in Walkenried
In der Liste der Baudenkmale in Walkenried sind die Baudenkmale der niedersächsischen Gemeinde Walkenried und ihrer Ortsteile enthalten. Der Stand der Liste ist der 5. Mai 2020. Die Quelle der Baudenkmale ist der Denkmalatlas Niedersachsen.

## Allgemein
In den Spalten befinden sich folgende Informationen:
- Lage: die Adresse des Baudenkmales und die geographischen Koordinaten. Kartenansicht, um Koordinaten zu setzen. In der Kartenansicht sind Baudenkmale ohne Koordinaten mit einem roten Marker dargestellt und können in der Karte gesetzt werden. Baudenkmale ohne Bild sind mit einem blauen Marker gekennzeichnet, Baudenkmale mit Bild mit einem grünen Marker.
- Bezeichnung: Bezeichnung des Baudenkmales
- Beschreibung: die Beschreibung des Baudenkmales. Unter § 3 Abs. 2 NDSchG werden Einzeldenkmale und unter § 3 Abs. 3 NDSchG Gruppen baulicher Anlagen und deren Bestandteile ausgewiesen.
- ID: die Objekt-ID des Baudenkmales
- Bild: ein Bild des Baudenkmales, ggf. zusätzlich mit einem Link zu weiteren Fotos des Baudenkmals im Medienarchiv Wikimedia Commons. Wenn man auf das Kamerasymbol klickt, können Fotos zu Baudenkmalen aus dieser Liste hochgeladen werden:

## Liste der Baudenkmale

### Walkenried
| Lage                                                               | Bezeichnung                                                 | Beschreibung | ID       | Bild           |
| ------------------------------------------------------------------ | ----------------------------------------------------------- | --- | -------- | -------------- |
| Am Röseberg 1 51° 34′ 56″ N, 10° 36′ 46″ O                         | Villa                                                       | Villa des Gipsfabrikanten Albrecht Meier. Sie wurde aus gebrannten Gipssteinen errichtet. | 34165343 |                |
| Bahnhof 1 51° 35′ 8″ N, 10° 36′ 28″ O                              | Bahnhof Walkenried                                          | 1869 errichtetes Empfangsgebäude der Staatsbahn im Stil der englischen Gotik. Der Bahnhof wurde 1992 von der Deutschen Bahn aufgegeben und 1996 verkauft. Er ist nach Sanierung seit 1997 ein Wohnhaus.                                                                     | 34165369 | Weitere Bilder |
| Bahnhofstraße 17 51° 35′ 2″ N, 10° 36′ 50″ O                       | Ehemaliges Amtsgericht Walkenried (Baudenkmal-Gruppe)       | Baudenkmal-Gruppe mit ehemaligem Amtsgericht und Gerichtsgefängnis, heute Rathaus und Polizei von Walkenried | 34120301 | Weitere Bilder |
| Bahnhofstraße 17 51° 35′ 3″ N, 10° 36′ 51″ O                       | Rathaus, ehemaliges Amtsgericht                             | Einzeldenkmal der Baudenkmal-Gruppe Ehemaliges Amtsgericht Walkenried (ID 34120301), Gerichtsgebäude. Mittlerweile Rathaus der Gemeinde Walkenried mit Polizeistation. | 34165605 |                |
| Bahnhofstraße 17a 51° 35′ 3″ N, 10° 36′ 49″ O                      | Gefängnis                                                   | Einzeldenkmal der Baudenkmal-Gruppe Ehemaliges Amtsgericht Walkenried (ID 34120301) Mittlerweile Postamt. | 34165630 |                |
| Harzstraße 2 51° 35′ 8″ N, 10° 37′ 2″ O                            | Ehemaliges Wirtschaftsgebäude                               | Wohnhaus | 34165654 |                |
| Harzstraße 8 51° 35′ 10″ N, 10° 37′ 0″ O                           | Wohnhaus                                                    | Ehemaliges Bürogebäude der Seifenfabrik Genzel, mittlerweile Nutzung als Ärztehaus. | 34165680 |                |
| Kupferberg 51° 34′ 52″ N, 10° 37′ 20″ O                            | Wegbrücke WL Wieda                                          | Brücke über die Wieda südöstlich des Klosters nähe Wiedigshofer Straße | 34165230 |                |
| 51° 35′ 1″ N, 10° 37′ 7″ O                                         | Klosterbezirk (Baudenkmal-Gruppe)                           | Der Klosterbezirk Walkenried schließt die Domäne, das Pforthaus und das Kloster Walkenried ein und wird durch die Bahnhofstraße und Schützenstraße im Norden, die Turmstraße im Westen, das Jagdschloss Walkenried im Süden und den Bach Wieda im Osten begrenzt.           | 43717192 | Weitere Bilder |
| 51° 34′ 56″ N, 10° 37′ 12″ O                                       | Kloster Walkenried: Mauer                                   | Einzeldenkmal der Baudenkmal-Gruppe Klosterbezirk (ID 43717192) Einfriedungsmauer um den Klosterbezirk | 34165253 | Weitere Bilder |
| Schützenstraße 51° 35′ 8″ N, 10° 37′ 14″ O                         | Fußgängerbrücke Wieda                                       | Einzeldenkmal der Baudenkmal-Gruppe Klosterbezirk (ID 43717192) Die Brücke wurde mittlerweile erneuert, nur noch die Widerlager der alten Brücke sind vorhanden. | 42099254 | Weitere Bilder |
| Schloßstraße 2 51° 35′ 4″ N, 10° 37′ 3″ O                          | Wohnhaus                                                    | Einzeldenkmal der Baudenkmal-Gruppe Klosterbezirk (ID 43717192) | 34165900 |                |
| Schloßstraße 4/6 51° 35′ 4″ N, 10° 37′ 2″ O                        | Doppelhaus                                                  | Einzeldenkmal der Baudenkmal-Gruppe Klosterbezirk (ID 43717192) | 34165923 |                |
| Schloßstraße 8 51° 35′ 2″ N, 10° 37′ 2″ O                          | Ehemalige Brennerei, ehemaliges Amtsgericht                 | Einzeldenkmal der Baudenkmal-Gruppe Klosterbezirk (ID 43717192) Bevor das Amtsgericht in der Bahnhofstraße 17 errichtet wurde, diente die ehemalige Drostei des Klosters als Gerichtsgebäude. Danach wurde es noch als Klosterbrennerei benutzt und ist heute ein Wohnhaus. | 34165948 | Weitere Bilder |
| Schloßstraße 8 51° 35′ 3″ N, 10° 37′ 3″ O                          | Mauer                                                       | Einzeldenkmal der Baudenkmal-Gruppe Klosterbezirk (ID 43717192) | 43642791 |                |
| 51° 34′ 56″ N, 10° 37′ 9″ O                                        | Sogenannter Mühlgraben                                      | Einzeldenkmal der Baudenkmal-Gruppe Klosterbezirk (ID 43717192) Der Mühlgraben fließt durch den Klosterbezirk und wird sichtbar an der Schloßstraße 8, verläuft durch die Domäne und den Park des Jagdschlosses zum Kalkteich                                               | 42099291 | Weitere Bilder |
| Pfarrplatz 5 51° 35′ 4″ N, 10° 37′ 6″ O                            | Ehemaliges Hospital                                         | Einzeldenkmal der Baudenkmal-Gruppe Klosterbezirk (ID 43717192) Im ehemaligen Hospital des Unterklosters wurden Bedürftige und Kranke untergebracht. Es wurde 1751 errichtet und steht seit vielen Jahren leer.                                                             | 34166260 | Weitere Bilder |
| Steinweg 51° 35′ 5″ N, 10° 37′ 4″ O                                | Pforthaus Kloster Walkenried (Baudenkmal-Gruppe)            | Baudenkmal-Gruppe im Norden des Klosterbezirks mit dem Pforthaus, dem Gasthaus Zum Goldenen Löwen und der Mauer der ehemaligen Nikolauskapelle | 34120423 |                |
| Pfarrplatz 2 51° 35′ 5″ N, 10° 37′ 5″ O                            | Sogenanntes Pforthaus, Torhaus                              | Einzeldenkmal der Baudenkmal-Gruppe Pforthaus Kloster Walkenried (ID 34120423), Torhaus als nördlicher Ausgang aus dem Klosterbezirk zur Stadt | 34166186 | Weitere Bilder |
| Pfarrplatz 2 51° 35′ 5″ N, 10° 37′ 4″ O                            | Ehemalige Nikolauskapelle, Mauer                            | Einzeldenkmal der Baudenkmal-Gruppe Pforthaus Kloster Walkenried (ID 34120423) Mauer der ehemaligen Nikolauskapelle | 34166210 | Weitere Bilder |
| Bahnhofstraße 1 51° 35′ 5″ N, 10° 37′ 3″ O                         | Gasthaus (Zum goldenen Löwen)                               | Einzeldenkmal der Baudenkmal-Gruppe Pforthaus Kloster Walkenried (ID 34120423) | 34165418 | Weitere Bilder |
| Bahnhofstraße 1 51° 35′ 5″ N, 10° 37′ 4″ O                         | Gasthaus (Zum goldenen Löwen), Saalanbau                    | Einzeldenkmal der Baudenkmal-Gruppe Pforthaus Kloster Walkenried (ID 34120423) | 43642977 |                |
| Pfarrplatz 4, 6, 8 und Steinweg 2 51° 35′ 4″ N, 10° 37′ 8″ O       | Pfarrplatz 4, 6, 8 und Steinweg 2 (Baudenkmal-Gruppe)       | Bebauung beginnend östlich am Pforthaus und östlich des Pfarrplatzes bis zum Steinweg Ecke Klosterweg | 34120353 |                |
| Pfarrplatz 4 51° 35′ 5″ N, 10° 37′ 6″ O                            | Kurverwaltung                                               | Einzeldenkmal der Baudenkmal-Gruppe Pfarrplatz 4, 6, 8 und Steinweg 2 (ID 34120353) Wohnhaus mit italienischem Restaurant. | 34166235 |                |
| Pfarrplatz 6 51° 35′ 5″ N, 10° 37′ 7″ O                            | Sogenanntes Pfarrhaus                                       | Einzeldenkmal der Baudenkmal-Gruppe Pfarrplatz 4, 6, 8 und Steinweg 2 (ID 34120353) Pfarramt der Ev.-luth. Kirchengemeinde Walkenried | 34166286 |                |
| Pfarrplatz 8 51° 35′ 4″ N, 10° 37′ 8″ O                            | Gasthaus                                                    | Einzeldenkmal der Baudenkmal-Gruppe Pfarrplatz 4, 6, 8 und Steinweg 2 (ID 34120353) Restaurant Klosterhof | 34166310 | Weitere Bilder |
| Pfarrplatz 8 51° 35′ 4″ N, 10° 37′ 9″ O                            | Tanzsaal                                                    | Einzeldenkmal der Baudenkmal-Gruppe Pfarrplatz 4, 6, 8 und Steinweg 2 (ID 34120353) Tanzsaal des Gasthauses | 34166604 |                |
| Pfarrplatz 8 51° 35′ 3″ N, 10° 37′ 9″ O                            | Laube                                                       | Einzeldenkmal der Baudenkmal-Gruppe Pfarrplatz 4, 6, 8 und Steinweg 2 (ID 34120353) Laube im Garten des Gasthauses | 34166632 |                |
| Steinweg 2 51° 35′ 1″ N, 10° 37′ 8″ O                              | Pastorat                                                    | Einzeldenkmal der Baudenkmal-Gruppe Pfarrplatz 4, 6, 8 und Steinweg 2 (ID 34120353) Wohnhaus | 34166341 |                |
| Steinweg 51° 34′ 56″ N, 10° 37′ 6″ O                               | Domäne Walkenried (Baudenkmal-Gruppe)                       | Domäne innerhalb des Klosterbezirkes mit Wohn- und Stallgebäuden nebst Einfriedung | 34120405 | Weitere Bilder |
| Steinweg 4 51° 34′ 59″ N, 10° 37′ 5″ O                             | Domäne Walkenried: Einfriedung                              | Einzeldenkmal der Baudenkmal-Gruppe Domäne Walkenried (ID 34120405) Einfriedung um den Grünbereich der Domänenwohnhäuser | 43642829 |                |
| Steinweg 4 51° 34′ 58″ N, 10° 37′ 6″ O                             | Domäne Walkenried: Grünbereich                              | Einzeldenkmal der Baudenkmal-Gruppe Domäne Walkenried (ID 34120405) | 43642851 |                |
| Steinweg 4 51° 34′ 57″ N, 10° 37′ 6″ O                             | Domäne Walkenried: Pächterwohnhaus (sogenanntes Herrenhaus) | Einzeldenkmal der Baudenkmal-Gruppe Domäne Walkenried (ID 34120405) | 34166366 | Weitere Bilder |
| Schloßstraße 17 51° 34′ 57″ N, 10° 37′ 5″ O                        | Domäne Walkenried: Wohnhaus                                 | Einzeldenkmal der Baudenkmal-Gruppe Domäne Walkenried (ID 34120405) | 34166537 |                |
| Steinweg 4 51° 34′ 56″ N, 10° 37′ 4″ O                             | Domäne Walkenried: Schafstall                               | Einzeldenkmal der Baudenkmal-Gruppe Domäne Walkenried (ID 34120405) Vom Stallgebäude sind nur die Außenmauern erhalten. | 34166391 |                |
| Steinweg 4 51° 34′ 54″ N, 10° 37′ 6″ O                             | Domäne Walkenried: Stall                                    | Einzeldenkmal der Baudenkmal-Gruppe Domäne Walkenried (ID 34120405) Vom Stallgebäude sind nur die Außenmauern erhalten. | 34166465 |                |
| Steinweg 4 51° 34′ 56″ N, 10° 37′ 8″ O                             | Domäne Walkenried: Kuhstall                                 | Einzeldenkmal der Baudenkmal-Gruppe Domäne Walkenried (ID 34120405) Vom Stallgebäude ist nur ein Teil mit Dach erhalten und die Außenwände des weiteren Gebäudeteils. | 34166490 |                |
| Steinweg 4 51° 34′ 56″ N, 10° 37′ 9″ O                             | Domäne Walkenried: Latrine                                  | Einzeldenkmal der Baudenkmal-Gruppe Domäne Walkenried (ID 34120405) Nebengebäude östlich der Stallgebäude | 34166559 |                |
| Steinweg 4 51° 34′ 57″ N, 10° 37′ 9″ O                             | Domäne Walkenried: Pferdetränke                             | Einzeldenkmal der Baudenkmal-Gruppe Domäne Walkenried (ID 34120405) östlich der Stallgebäude am Mühlgraben | 34166582 |                |
| Steinweg 4 b 51° 34′ 57″ N, 10° 37′ 10″ O                          | Domäne Walkenried: Wohnhaus                                 | Einzeldenkmal der Baudenkmal-Gruppe Domäne Walkenried (ID 34120405) südlich des Klosters | 34166515 |                |
| Steinweg 51° 34′ 59″ N, 10° 37′ 11″ O                              | Kloster Walkenried (Baudenkmal-Gruppe)                      | Baudenkmal-Gruppe innerhalb des Klosterbezirkes | 34120334 | Weitere Bilder |
| Steinweg 51° 34′ 58″ N, 10° 37′ 9″ O                               | Kloster Walkenried: Kloster                                 | Einzeldenkmal der Baudenkmal-Gruppe Kloster Walkenried (ID 34120334) | 34166161 | Weitere Bilder |
| Steinweg 51° 34′ 59″ N, 10° 37′ 9″ O                               | Kloster Walkenried: Innenhof                                | Einzeldenkmal der Baudenkmal-Gruppe Kloster Walkenried (ID 34120334) | 43825215 |                |
| Steinweg 51° 35′ 0″ N, 10° 37′ 10″ O                               | Kloster Walkenried: Kirchenruine                            | Einzeldenkmal der Baudenkmal-Gruppe Kloster Walkenried (ID 34120334) | 43825253 | Weitere Bilder |
| Klosterweg 51° 34′ 58″ N, 10° 37′ 13″ O                            | Abtskapelle Kloster Walkenried                              | Einzeldenkmal der Baudenkmal-Gruppe Kloster Walkenried (ID 34120334) | 42007218 | Weitere Bilder |
| Klosterweg 3 51° 35′ 2″ N, 10° 37′ 13″ O                           | Ehemaliger Klosterfriedhof                                  | Einzeldenkmal der Baudenkmal-Gruppe Kloster Walkenried (ID 34120334) ehemaliger Klosterfriedhof östlich des Klosters, nördlicher Teil (heute Gartengrundstück) | 34165877 |                |
| Klosterweg 51° 35′ 0″ N, 10° 37′ 14″ O                             | Ehemaliger Klosterfriedhof                                  | Einzeldenkmal der Baudenkmal-Gruppe Kloster Walkenried (ID 34120334) ehemaliger Klosterfriedhof östlich des Klosters, südlicher Teil (heute Lagerfläche) | 34165830 |                |
| Schloßstraße 15 51° 34′ 53″ N, 10° 37′ 6″ O                        | Jagdschloß Walkenried (Baudenkmal-Gruppe)                   | Jagdschloss Walkenried südlich des Klosters mit Park, Wirtschaftsgebäude und Einfriedungsmauer | 34120387 |                |
| Schloßstraße 15 51° 34′ 53″ N, 10° 37′ 4″ O                        | Jagdschloß Walkenried: Schloss                              | Einzeldenkmal der Baudenkmal-Gruppe Jagdschloß Walkenried (ID 34120387) Errichtet 1725–1730 als Landschloss im Auftrag von Herzog August Wilhelm durch Hermann Korb. | 34165996 | Weitere Bilder |
| Schloßstraße 15 51° 34′ 53″ N, 10° 37′ 9″ O                        | Jagdschloß Walkenried: Park                                 | Einzeldenkmal der Baudenkmal-Gruppe Jagdschloß Walkenried (ID 34120387) | 34166043 |                |
| Schloßstraße 15 51° 34′ 52″ N, 10° 37′ 4″ O                        | Jagdschloß Walkenried: Wirtschaftsgebäude                   | Einzeldenkmal der Baudenkmal-Gruppe Jagdschloß Walkenried (ID 34120387) | 34166021 |                |
| Schloßstraße 15 51° 34′ 54″ N, 10° 37′ 2″ O                        | Jagdschloß Walkenried: Mauer                                | Einzeldenkmal der Baudenkmal-Gruppe Jagdschloß Walkenried (ID 34120387) | 34166065 |                |
| Südliche Bahnlinie Walkenried-Ellrich 51° 34′ 44″ N, 10° 39′ 47″ O | KZ-Außenlager Mittelbau-Dora II                             | Lagergelände des KZ-Außenlager Ellrich-Juliushütte | 34166416 | Weitere Bilder |
| Himmelreich 51° 34′ 52″ N, 10° 38′ 42″ O                           | Walkenrieder Tunnel                                         | Eisenbahntunnel der Bahnlinie Walkenried-Ellrich, 1868 errichtet, 268 Meter lang. | 34165276 |                |
| Wiedigshof 51° 33′ 47″ N, 10° 38′ 18″ O                            | Wirtschaftsgebäude, sogenannte Grangie                      | | 34166441 |                |
| 51° 35′ 19″ N, 10° 36′ 5″ O                                        | Affenteich                                                  | | 43825667 | Weitere Bilder |
| 51° 35′ 26″ N, 10° 36′ 4″ O                                        | Eckteich                                                    | | 43825683 | Weitere Bilder |
| 51° 35′ 36″ N, 10° 35′ 53″ O                                       | Hirseteich                                                  | | 43825712 | Weitere Bilder |
| 51° 34′ 46″ N, 10° 38′ 21″ O                                       | Itelteich                                                   | | 43828958 | Weitere Bilder |
| 51° 35′ 26″ N, 10° 35′ 41″ O                                       | Priorteich                                                  | | 43825697 | Weitere Bilder |
| 51° 35′ 13″ N, 10° 36′ 2″ O                                        | Brunsteich                                                  | | 43825637 | Weitere Bilder |
| 51° 35′ 9″ N, 10° 36′ 11″ O                                        | Sackteich                                                   | | 43825623 | Weitere Bilder |
| 51° 35′ 5″ N, 10° 36′ 22″ O                                        | Andreasteich                                                | | 43825609 | Weitere Bilder |
| 51° 35′ 1″ N, 10° 36′ 21″ O                                        | Höllteich                                                   | | 43825651 | Weitere Bilder |
| 51° 34′ 58″ N, 10° 36′ 37″ O                                       | Röseteich                                                   | | 43825592 | Weitere Bilder |

### Wieda
| Lage                                                                 | Bezeichnung                              | Beschreibung | ID       | Bild           |
| -------------------------------------------------------------------- | ---------------------------------------- | --- | -------- | -------------- |
| Bergstraße 51° 37′ 59″ N, 10° 35′ 3″ O                               | Glockenturm                              | Glockenturm der Lutherkirche oberhalb der Ortschaft | 34166747 | Weitere Bilder |
| Bohlweg 20 51° 37′ 48″ N, 10° 35′ 0″ O                               | Wohnhaus                                 | | 34166772 |                |
| Blankschmiede, Georg-Schlösser-Straße 30 51° 37′ 5″ N, 10° 34′ 58″ O | Wohnhaus                                 | | 34166867 |                |
| Kastental 30 51° 38′ 13″ N, 10° 35′ 19″ O                            | Hammerschmiede Wieda (Baudenkmal-Gruppe) | | 34120472 | Weitere Bilder |
| Kastental 30 51° 38′ 14″ N, 10° 35′ 19″ O                            | Hammerschmiede Wieda: Schmiede           | Einzeldenkmal der Baudenkmal-Gruppe Hammerschmiede Wieda (ID 34120472) Ehemalige Hammerschmiede, seit 1985 Betriebsteil der Hercynian Distilling Co. / Hammerschmiede | 34167008 |                |
| Kastental 30 51° 38′ 13″ N, 10° 35′ 19″ O                            | Hammerschmiede Wieda: Wohnhaus           | Einzeldenkmal der Baudenkmal-Gruppe Hammerschmiede Wieda (ID 34120472)                                                                                                | 34166984 |                |
| Otto-Haberlandt-Straße 48 51° 38′ 6″ N, 10° 35′ 17″ O                | Pfarramt (ev.-luth.)                     | Wohnhaus, ehemalige Faktorei der Wiedaer Hütte (bis 1837) und Pfarrhaus (1838–1995)                                                                                   | 34167320 |                |
| Otto-Haberlandt-Straße 9-16 51° 37′ 58″ N, 10° 35′ 9″ O              | Ortskern Wieda (Baudenkmal-Gruppe)       | Häuserzeile mit Wohnhäusern und Lutherkirche auf der südöstlichen Seite der Straße                                                                                    | 34120504 |                |
| Otto-Haberlandt-Straße 9 51° 37′ 56″ N, 10° 35′ 6″ O                 | Wohnhaus                                 | Einzeldenkmal der Baudenkmal-Gruppe Ortskern Wieda (ID 34120504) | 34167033 |                |
| Otto-Haberlandt-Straße 10 51° 37′ 57″ N, 10° 35′ 7″ O                | Lutherkirche                             | Einzeldenkmal der Baudenkmal-Gruppe Ortskern Wieda (ID 34120504) | 34167057 | Weitere Bilder |
| Otto-Haberlandt-Straße 12 51° 37′ 58″ N, 10° 35′ 8″ O                | Wohnhaus                                 | Einzeldenkmal der Baudenkmal-Gruppe Ortskern Wieda (ID 34120504) | 34167081 |                |
| Otto-Haberlandt-Straße 13 51° 37′ 58″ N, 10° 35′ 8″ O                | Wohnhaus                                 | Einzeldenkmal der Baudenkmal-Gruppe Ortskern Wieda (ID 34120504) | 34167105 |                |
| Otto-Haberlandt-Straße 14 51° 37′ 58″ N, 10° 35′ 9″ O                | Wohnhaus                                 | Einzeldenkmal der Baudenkmal-Gruppe Ortskern Wieda (ID 34120504) | 34167129 |                |
| Otto-Haberlandt-Straße 15 51° 37′ 59″ N, 10° 35′ 10″ O               | Wohnhaus                                 | Einzeldenkmal der Baudenkmal-Gruppe Ortskern Wieda (ID 34120504) | 34167153 |                |
| Otto-Haberlandt-Straße 16 51° 37′ 59″ N, 10° 35′ 10″ O               | Wohnhaus                                 | Einzeldenkmal der Baudenkmal-Gruppe Ortskern Wieda (ID 34120504) | 34167177 |                |
| Silberbach 28 51° 37′ 56″ N, 10° 34′ 48″ O                           | Wohnhaus                                 | | 34167346 |                |
| Waldhaus 1 51° 39′ 44″ N, 10° 34′ 32″ O                              | Bahnhof Stöberhai, Empfangsgebäude       | Ehemaliges Bahnhofsgebäude. | 34166723 | Weitere Bilder |
| Waldstraße 51° 38′ 22″ N, 10° 35′ 19″ O                              | Denkmal                                  | Denkmal Wiedaer Hütte | 34167395 | Weitere Bilder |

### Zorge
| Lage                                                       | Bezeichnung                      | Beschreibung                                                         | ID       | Bild           |
| ---------------------------------------------------------- | -------------------------------- | -------------------------------------------------------------------- | -------- | -------------- |
| Am Kurpark 7 51° 38′ 10″ N, 10° 38′ 0″ O                   | Wohnhaus                         |                                                                      | 34168157 |                |
| Am Kurpark 8 51° 38′ 8″ N, 10° 37′ 59″ O                   | Schule                           |                                                                      | 34168181 |                |
| Am Kurpark (zwischen 8 und 10) 51° 38′ 7″ N, 10° 37′ 59″ O | Kirche St. Bartholomäus          |                                                                      | 34168108 | Weitere Bilder |
| Am Kurpark 10 51° 38′ 7″ N, 10° 38′ 0″ O                   | Wohn-/Wirtschaftsgebäude         |                                                                      | 34168230 |                |
| Am Kurpark 21 51° 38′ 7″ N, 10° 38′ 2″ O                   | Wohnhaus                         | Wohnhaus mit Ladeneinbau und Schaufenstern im Erdgeschoss            | 34168377 |                |
| Am Kurpark (oberhalb Nr. 5) 51° 38′ 10″ N, 10° 38′ 3″ O    | Glockenhaus Bocksberg            | Glockenturm der Kirche                                               | 34168082 | Weitere Bilder |
| Hohegeißer Straße 3 51° 38′ 17″ N, 10° 38′ 3″ O            | Ehemalige Bergapotheke           | Wohnhaus                                                             | 34168445 |                |
| Hohegeißer Straße 9 51° 38′ 20″ N, 10° 38′ 6″ O            | Wohnhaus                         | Sogenanntes „Säulenhaus“, 1837 errichtetes ehemaliges Hüttenmagazin. | 34168470 | Weitere Bilder |
| Taubentalstraße 29 51° 38′ 1″ N, 10° 38′ 6″ O              | Wohnhaus                         |                                                                      | 34168616 |                |
| Walkenrieder Straße 51° 37′ 17″ N, 10° 37′ 29″ O           | Grabmal Bergmeister W. Schilling | Grabmal für Wilhelm Schilling auf dem Friedhof                       | 34168640 | Weitere Bilder |

## Ehemalige Baudenkmale

### Walkenried
| Lage                                            | Bezeichnung                  | Beschreibung | ID       | Bild |
| ----------------------------------------------- | ---------------------------- | --- | -------- | ---- |
| Bahnhof 1 51° 35′ 5″ N, 10° 36′ 34″ O           | Stellwerk Bahnhof Walkenried | Das Stellwerk wurde bereits abgerissen. An gleicher Stelle befindet sich das später neu errichtete Empfangsgebäude. | 34165395 | BW   |
| Zorge, Am Kurpark 12 51° 38′ 6″ N, 10° 38′ 1″ O | Ehem. Wirtschaftsgebäude     | Wohnhaus, das Gebäude wurde bereits abgerissen.                                                                     | 34168279 |      |